# Galma Koudawatche
Galma Koudawatche este o comună rurală din departamentul Madaoua, regiunea Tahoua, Niger, cu o populație de 33.965 de locuitori (2001).